# Saltos ornamentais no Campeonato Mundial de Esportes Aquáticos de 2013 - Trampolim 1 m individual feminino
A prova de trampolim 1 m individual feminino dos saltos ornamentais no Campeonato Mundial de Esportes Aquáticos de 2013 foi realizada entre os dias 21 de julho e 23 de julho na Piscina Municipal de Montjuïc em Barcelona. 

## Calendário
| Fase       | Data        |
| ---------- | ----------- |
| Preliminar | 21 de julho |
| Final      | 23 de julho |

## Medalhistas
| Ouro        | Prata                | Bronze         |
| He Zi (CHN) | Tania Cagnotto (ITA) | Wang Han (CHN) |

## Resultados
Esses foram os resultados da competição.
| Pos.              | Saltadora           | Nacionalidade  | Preliminar | Preliminar | Final  | Final |
| Pos.              | Saltadora           | Nacionalidade  | Pontos     | Pos.       | Pontos | Pos.  |
| ----------------- | ------------------- | -------------- | ---------- | ---------- | ------ | ----- |
| Medalha de ouro   | He Zi               | China          | 287.70     | 1          | 307.10 | 1     |
| Medalha de prata  | Tania Cagnotto      | Itália         | 284.85     | 2          | 307.00 | 2     |
| Medalha de bronze | Wang Han            | China          | 284.00     | 3          | 297.75 | 3     |
| 4                 | Dolores Hernandez   | México         | 252.85     | 8          | 272.40 | 4     |
| 5                 | Pamela Ware         | Canadá         | 261.45     | 6          | 265.10 | 5     |
| 6                 | Tina Punzel         | Alemanha       | 260.60     | 7          | 264.50 | 6     |
| 7                 | Daria Govor         | Rússia         | 250.80     | 9          | 256.45 | 7     |
| 8                 | Uschi Freitag       | Países Baixos  | 239.55     | 10         | 254.60 | 8     |
| 9                 | Cheong Jun Hoong    | Malásia        | 265.25     | 4          | 245.70 | 9     |
| 10                | Brittany Broben     | Austrália      | 239.20     | 11         | 241.85 | 10    |
| 11                | Deidre Freeman      | Estados Unidos | 263.00     | 5          | 236.30 | 11    |
| 12                | Daniella Nero       | Suécia         | 237.15     | 12         | 206.15 | 12    |
| 13                | Chan Sharon         | Hong Kong      | 233.15     | 13         | 27     | 13    |
| 14                | Samantha Pickens    | Estados Unidos | 232.65     | 14         | 26     | 14    |
| 15                | Anastasiia Nedobiga | Ucrânia        | 230.05     | 15         | 25     | 15    |
| 16                | Arantxa Chávez      | México         | 228.85     | 16         | 24     | 16    |
| 17                | María Betancourt    | Venezuela      | 228.80     | 17         | 23     | 17    |
| 18                | Maddison Keeney     | Austrália      | 225.50     | 18         | 22     | 18    |
| 19                | Hannah Starling     | Reino Unido    | 224.75     | 19         | 21     | 19    |
| 20                | Julia Vincent       | África do Sul  | 222.40     | 20         | 20     | 20    |
| 21                | Marion Farissier    | França         | 222.35     | 21         | 19     | 21    |
| 22                | Sophie Somloi       | Áustria        | 221.70     | 22         | 18     | 22    |
| 23                | Maria Marconi       | Itália         | 221.55     | 23         | 17     | 23    |
| 24                | Cho Eun-Bi          | Coreia do Sul  | 221.50     | 24         | 16     | 24    |
| 25                | Luisa Jiménez       | Porto Rico     | 220.05     | 25         | 15     | 25    |
| 26                | Tiia Kivela         | Finlândia      | 215.95     | 26         | 14     | 26    |
| 27                | Kim Chae-Hyon       | Coreia do Sul  | 215.65     | 27         | 13     | 27    |
| 28                | Maria Polyakova     | Rússia         | 215.45     | 28         | 12     | 28    |
| 29                | Leung Sze Man       | Hong Kong      | 214.75     | 29         | 11     | 29    |
| 30                | Diana Pineda        | Colômbia       | 214.35     | 30         | 10     | 30    |
| 31                | Maxime Eouzan       | França         | 209.60     | 31         | 9      | 31    |
| 32                | Lei Sio I           | Macau          | 209.10     | 32         | 8      | 32    |
| 33                | Celine van Duijn    | Países Baixos  | 205.35     | 33         | 7      | 33    |
| 34                | Alicia Blagg        | Reino Unido    | 205.00     | 34         | 6      | 34    |
| 35                | Nicole Gillis       | África do Sul  | 198.70     | 35         | 5      | 35    |
| 36                | Huang En-tien       | Taipé Chinesa  | 189.75     | 36         | 4      | 36    |
| 37                | Johanna Johannson   | Suécia         | 186.70     | 37         | 3      | 37    |
| 38                | Jenifer Benítez     | Espanha        | 185.00     | 38         | 2      | 38    |
| 39                | Lo I Teng           | Macau          | 155.40     | 39         | 1      | 39    |